# Srđan Srdić
Œuvres principales
Mrtvo polje (Champ mort), Espirando, Satori
Srđan Srdić (né le 3 novembre 1977 à Kikinda)  est un romancier serbe, auteur de nouvelles, rédacteur en chef et enseignant de lecture/écriture créative. Il a publié deux romans et un recueil de nouvelles, et il a contribué comme auteur et/ou rédacteur en chef à quelques recueils de nouvelles et aux magazines littéraires.

## Éducation
Après avoir obtenu son diplôme du bac en musique, Srdić obtient son diplôme en littérature mondiale et théorie littéraire à la Faculté des Lettres de l’Université à Belgrade, où, actuellement, il écrit son doctorat avec la thèse sur des lectures poststructuralistes des textes de Jonathan Swift.

## Carrière
En 2007, pendant qu’il travaille au lycée comme enseignant de littérature, il remporte le 1er Prix  au concours Ulaznica, concours de nouvelles, et en 2009, il obtient le prix Laza Lazarević. L’année suivante, il reçoit la bourse de la Fondation Borislav Pekić (comme par hasard, Pekic étant un de ses modèles littéraires ) pour le synopsis du recueil de nouvelles. Pendant quelques années, Srdić occupe le poste du rédacteur en chef d’un festival international de nouvelles, Kikinda Short.

### Champ mort
En 2010, Srdić publie son premier livre, Champ mort (Mrtvo polje), un roman road-horreur   qui obtient des critiques positives, qui s’est trouvé à l’étape finale pour les prix littéraires prestigieux en Serbie (NIN, Vital, Borisav Stanković) et il a été nommé pour le prix régional Meša Selimović. Le roman a eu de bonnes critiques pour l’emploi particulier de langage, c’est-à-dire pour le moyen stylistique et formel nécessaire pour traiter le sujet particulier, l’emploi de deux techniques moderne (comparaisons avec  Ulysse de Joyce) et postmoderne le changement fréquent de perspectives et du registre.
Situé en 1993, temps de guerre civile en Serbie, l’action du roman suit quelques lignes convergentes de l’histoire, Pablo et Paolo voyagent de Belgrade à Kikinda, évitant le service militaire, le premier sous l’influence des idéologies violentes actuelles, le second le suit sans but. Stela prend la route dans l’autre direction, et le capitaine militaire quasi-psychopathe, qui montre l’influence de Cormac McCarthy. D’après l’auteur, la roman est une tragédie, ce qui est évident après le dénouement marqué par la mort inévitable et l’inceste, le tragique étant "dans le contexte, non dans les personnages. " 
Comme toute œuvre de Srdić, ce roman s’appuie fortement sur l’intertextualité, comprenant, à côté des ceux déjà mentionnés, les liens avec des auteurs comme, Jerzy Kosiński, William Faulkner, Georges Bataille, Godflesh, Khanate, etc. Aussi, le roman comprend une partie de discographie et de vidéographie,.

### Espirando
Espirando: Chansons à la mort  (Pesme na smrt) est composé de neuf nouvelles, toutes traitant, en quelque sorte, le thème de la mort (ce qui précède, le processus et/ou l’après la mort). Publié en 2011, ce recueil obtient le prix Biljana Jovanović et le prix international Edo Budiša, aussi que quelques critiques très positives , qui soulignent la diversité elliptique et formelle de son approche de langage, avec des voix narratifs qui vont à partir de la première personne conventionnelle du singulier jusqu’à une polyphonie exaltée, et d’une représentation linguistique des états des personnages - limitée de lutte, violence, maladie, désir sexuel, suicide, “banalité effroyable”.
La collection présente nombreux relations intertextuelles, l’influence proéminent de Samuel Beckett dans les personnages “complètement dans le conflit avec le monde”, le pastiche de Une rose pour Emily de Faulkner, des citations de Perry Farrell, l’histoire Zozobra prenant le nom de la chanson Old Man Gloom, Medicine de la chanson du groupe Jesu, des références sur Thomas Mann, Henri Michaux, Michel Houellebecq.
Toutes les histories ont été publiées dans les magazines littéraires en Serbie et en Croatie. La traduction en ukrainien de la collection a été publiée en 2013, l’histoire Gris, quelque chose de sombre  a été publiée en anglais dans The Ofi Press Magazine, et Moustiques ont été traduits en albanais et publiés dans l’anthologie de nouvelles De Belgrade, avec amour (Nga Beogradi, me dashuri) . Aussi, les histoires de Srdic ont été traduites en roumain, hongrois et polonais.

### Satori
Le deuxième roman de Srdic, Satori, est publié en 2013 par la Maison d’édition KrR (Atelier Littéraire de Rašić). Le seul narrateur dans le roman, chauffeur, s’en va de la ville et de ses rôles sociaux, en réfléchissant et en rencontrant des gens qui se trouvent aux margines de la société, et offre une histoire décousue, pleine de digressions, avec un sentiment de l’horreur solipsiste, exposé à travers le langage des personnages. "Ce n’est pas un roman qui ne parle pas de quelque chose, mais un roman qui parle de rien ", il traite aussi des questions de banalité et de la peur de liberté, avec une focalisation sur le contact du narrateur avec l’armée, inclus les répercussions des crimes de guerre indirectement adressées (“l’existence de syndrome de stress post-traumatique SSPT même chez ceux qui n’ont pas participé directement à la guerre” 

Le roman contient des pages de citations de Oblomov, L'éducation sentimentale  et une interview avec le leadeur du groupe de musique Kayo Dot, Toby Driver, The Dead Flag Blues de Godspeed You! Black Emperor et les citations de la série de dessins animés Stripy. Bien qu’il utilise des éléments de bildungsroman et de roman road, Srdić définit le roman comme un roman anti-bildungsroman, dont le protagoniste n’apprend rien et n‘arrive nulle part.
On donne des louanges à Satori pour montrer dans le texte un progrès dans l’œuvre de Srdic, en particulier présent dans la distance ironique qui manquait dans son œuvre précédente, à travers les citations, de nouvelles voies de la lecture de Satori et des textes mêmes. Le même critique les place dans un post-monde, invoquant les citations des poststructuralistes Roland Barthes et Jean-François Lyotard, ainsi que du groupe de musique post-rock, Mogwai. Une critique plus ambiguë, soulignant les vertus et l’importance de la narration de Srdić, a montré une réserve à propos de son sens et d’un manque de signification.

## Autres influences
Srdić cite aussi David Foster Wallace, Don DeLillo, Ivo Andrić, Yukio Mishima, Biljana Jovanović, The Corrections de Jonathan Franzen, Roberto Bolaño, Louis-Ferdinand Céline, Thomas Bernhard, Milan Oklopdžić, Mikhail Bulgakov comme auteurs importants pour sa lecture/écriture.

### Romans
- Mrtvo polje. Beograd: Stubovi kulture. 2010. p. 287.  (ISBN 978-86-7979-308-9)
- Satori. Beograd: Književna radionica Rašić. 2013. p. 215  (ISBN 978-86-6351-000-5)

### Nouvelles
- Espirando. Beograd: Stubovi kulture. 2011. p. 181.  (ISBN 978-86-7979-346-1)

### Anthologies de nouvelles
- Da sam Šejn. Zagreb: Konzor. 2007. p. 229-234.  (ISBN 978-953-224-201-0)
- Kikinda Short 3.0. Kikinda: Narodna biblioteka "Jovan Popović". 2009.- comme rédacteur en chef  (ISBN 978-86-7378-031-3)
- Kikinda Short 04. Kikinda: Narodna biblioteka "Jovan Popović". 2010. - comme rédacteur en chef  (ISBN 978-86-7378-033-7)
- Kikinda Short 05 Kikinda: Narodna biblioteka "Jovan Popović".2011. - comme rédacteur en chef  (ISBN 978-86-914515-0-9)
- Nga Beogradi, me dashuri. Priština: MM. 2011. p. 155-172.  (ISBN 978-9951-516-05-1)
- Izvan koridora. Zagreb: V.B.Z. d.o.o. 2011. p. 151-159.  (ISBN 978-9940-9215-6-9)
- U znaku vampira: muške priče o krvopijama. Beograd: Paladin. 2012. p. 96-105.  (ISBN 978-86-87701-20-5)
- Pucanja: izbor iz mlade srpske proze. Beograd: Službeni glasnik. 2012.  (ISBN 978-86-519-1536-2)
- Putnik sa dalekog neba: Miloš Crnjanski u priči. Beograd: Laguna. 2013. p. 339-348.  (ISBN 978-86-521-1301-9)
- Nova srpska pripovetka. Beograd: Paladin. 2013. p. 462-470.  (ISBN 978-86-87701-37-3)
- Gavrilov princip: priče o sarajevskom atentatu. Beograd: Laguna. 2014. p. 115-129.  (ISBN 978-86-521-1551-8)